# Pampas-Fettschwanzbeutelratte
Die Pampas-Fettschwanzbeutelratte (Thylamys citellus) kommt im Norden von Argentinien in den Provinzen Corrientes und Entre Ríos vor.

## Beschreibung
Die Tiere erreichen eine Kopfrumpflänge von 9,9 bis 11,5 cm, haben einen 10,2 bis 12,5 cm langen Schwanz und erreichen ein Gewicht von 55 bis 66 g. Der Schwanz hat in der Regel eine Länge von 105 % der Kopfrumpflänge und kann in seiner Funktion als Fettspeicher einen Durchmesser von 6 bis 7 mm erreichen. Das Rückenfell und die Kopfoberseite sind zimtbraun, die Körperseiten sind heller graubraun. Wie bei Fettschwanzbeutelratten üblich sind die Haare gebändert mit drei unterschiedlichen Farbzonen. Die 8 bis 9 mm langen Haare des Rücken haben eine graue Basis, gefolgt von einer schmalen bräunlichen Zone und cremefarben braune Spitzen. Das Bauchfell ist cremefarben bis weißlich mit einem gelblichen Einschlag, das Bauchhaar ist 7 bis 8 mm lang. Die Augen sind von schmalen schwarzen Ringen umgeben, die sich mit einem Ausläufer nach vorne Richtung Nase erstrecken. Die Ohren sind relativ groß, abgerundet, an der Basis gelblich und an der Spitze dunkelbraun. Vorder- und Hinterpfoten sind relativ groß und weißlich. Die Weibchen haben keinen Beutel. Die Anzahl der Zitzen liegt bei 13, sechs an jeder Seite und eine Mittige. Der Karyotyp der Pampas-Fettschwanzbeutelratte ist unbekannt.

## Lebensraum und Lebensweise
Die Pampas-Fettschwanzbeutelratte kommt in der argentinischen Feuchtpampa zwischen Río Paraná und Río Uruguay vor, in einer Region, die in Argentinien als Mesopotamia bezeichnet wird. Dort lebt sie in saisonal überfluteten Wäldern, Savannen und offenem Grasland, in Sümpfen mit Palmenbewuchs, in Galeriewäldern und an einigen Stellen auch in Trockenwäldern. Über ihre Ernährung, ihre Aktivitätsmuster und ihr Fortpflanzungsverhalten liegen bisher keine Informationen vor.

## Systematik
Autor der Erstbeschreibung der Pampas-Fettschwanzbeutelratte ist der britische Zoologe Oldfield Thomas, die sie 1912 unter der Bezeichnung Marmosa citella beschrieb und die argentinische Stadt Goya als Terra typica angab. Heute wird die Art in die Gattung der Fettschwanzbeutelratten (Thylamys) gestellt. Innerhalb der Gattung Thylamys bildet die Pampas-Fettschwanzbeutelratte zusammen mit der Chaco-Fettschwanzbeutelratte (Thylamys pusillus) und der 
Schönen Fettschwanzbeutelratte (Thylamys pulchellus) eine Klade (Chaco-Klade) nah verwandter Arten.

## Status
Die IUCN schätzt den Gefährdungsstatus der Pampas-Fettschwanzbeutelratte als ungefährdet (Least Concern) ein. Verbreitungsgebiet und Population sind groß und die Tiere kommen mit dem Nationalpark El Palmar auch in einem Schutzgebiet vor.

## Belege
1. 1 2 3 4 5 6  Diego Astúa: Family Didelphidae (Opossums). in Don E. Wilson, Russell A. Mittermeier: Handbook of the Mammals of the World – Volume 5. Monotremes and Marsupials. Lynx Editions, 2015, ISBN 978-84-96553-99-6. Seite 177.
2. ↑  R. Eduardo Palma, Dusan Boric Bargetto, Pablo Jayat, David A. Flores et a.: Molecular phylogenetics of mouse opossums: new findings on the phylogeny of Thylamys (Didelphimorphia, Didelphidae). Zoologica Scripta 43(3):217-234 · Januar 2014, PDF
3. ↑  Thylamys citellus in der Roten Liste gefährdeter Arten der IUCN 2016. Eingestellt von: Flores, D. & Teta, P., 2016. Abgerufen am 15. März 2020.